# Cantón de Noyers-sur-Jabron
El cantón de Noyers-sur-Jabron era una división administrativa francesa que estaba situada en el departamento de Alpes de Alta Provenza y la región de Provenza-Alpes-Costa Azul.

## Composición
El cantón estaba formado por siete comunas:
- Bevons
- Châteauneuf-Miravail
- Curel
- Les Omergues
- Noyers-sur-Jabron
- Saint-Vincent-sur-Jabron
- Valbelle

## Supresión del cantón de Noyers-sur-Jabron
En aplicación del Decreto nº 2014-226 de 24 de febrero de 2014, el cantón de Noyers-sur-Jabron fue suprimido el 22 de marzo de 2015 y sus 7 comunas pasaron a formar parte del nuevo cantón de Sisteron.